# Sarah Michelle Gellar
Sarah Michelle Prinze (tidigare Gellar), född 14 april 1977 i New York, är en amerikansk skådespelare, producent och entreprenör. Hon är bland annat känd för rollen som Buffy i tv-serien Buffy och vampyrerna. Hon använder fortfarande namnet Sarah Michelle Gellar när hon är med i filmer och TV-serier.
Hon har spelat en dubbelroll som enäggstvillingar i den amerikanska drama/thrillerserien Ringer, som hade premiär i USA den 13 september 2011 och gick i en säsong. I Sverige gick serien på TV11 under 2012.

## Bakgrund
Sarah Michelle Gellar medverkade i åtskilliga reklamfilmer, inklusive en med Seth Green när de var kring fem år gamla. Under de följande åren fick hon små roller i filmer och på TV (medan hon gick på The Professional Children's School), men hennes första stora genombrott kom 1993 då hon vann rollen som Kendall Hart, Susan Luccis dotter i TV-serien All My Children. Hon spelade skurken i två och ett halvt år, vann en Daytime Emmy 1995 och meddelade sin avgång dagen efter prisceremonin (hon hade dock givit varsel sex månader tidigare).
Sarahs nästa stora genombrott kom när hon gjorde audition för rollen som Cordelia i TV-serien Buffy och vampyrerna, men i stället valdes att spela Buffy själv. Serien gav henne den uppmärksamhet hon behövde för att få större filmroller. Sarahs talanger inkluderar taekwondo, kickboxning, och konståkning (hon tävlade när hon var yngre). Sarahs far begick självmord i oktober 2001 och hon står sin mor väldigt nära. Sarah är nära vän med skådespelaren Lindsay Sloane, som var en brudtärna på hennes bröllop. Den 1 september 2002, gifte sig hon med Freddie Prinze Jr. (som hon spelade mot i Jag vet vad du gjorde förra sommaren 1997) i Mexiko. Fem år senare bytte hon officiellt efternamn till Prinze. 2009 föddes dottern Charlotte Grace Prinze och 2012 föddes sonen Rocky James Prinze.
3 maj 2011 släpptes den nya banan Call of the Dead av "Zombies" i Call of Duty: Black Ops där Sarah Michelle Gellar är en spelbar karaktär.
Hon har även medverkat i en av Stone Temple Pilots musikvideo Sour Girl.

## Filmografi

### Filmer
| Film                                 | År   | Roll                | Övrigt                      |
| ------------------------------------ | ---- | ------------------- | --------------------------- |
| Over the Brooklyn Bridge             | 1984 | Phil's dotter       |                             |
| Funny Farm                           | 1988 | Elizabeth's student |                             |
| High Stakes                          | 1989 | Karen Rose          | Credited som "Sarah Gellar" |
| Jag vet vad du gjorde förra sommaren | 1997 | Helen Shivers       |                             |
| Scream 2                             | 1997 | Casey "Cici" Cooper |                             |
| Small Soldiers                       | 1998 | Gwendy Doll         | Röst                        |
| She's All That                       | 1999 | Tjej i Kafeterian   |                             |
| Simply Irresistible                  | 1999 | Amanda Shelton      | Huvudroll                   |
| En djävulsk romans                   | 1999 | Kathryn Merteuil    | Huvudroll                   |
| Harvard Man                          | 2001 | Cindy Bandolini     |                             |
| Scooby-Doo                           | 2002 | Daphne Blake        |                             |
| Scooby Doo 2 – Monstren är lösa      | 2004 | Daphne Blake        |                             |
| The Grudge                           | 2004 | Karen Davis         | Huvudroll                   |
| The Grudge 2                         | 2006 | Karen Davis         |                             |
| The Return                           | 2006 | Joanna Mills        |                             |
| Happily N'Ever After                 | 2007 | Ella                | Röst                        |
| TMNT                                 | 2007 | April O'Neil        | Röst                        |
| Southland Tales                      | 2007 | Krysta Now          |                             |
| Suburban Girl                        | 2008 | Brett Eisenberg     |                             |
| The Air I Breathe                    | 2008 | Sorrow              |                             |
| Possession                           | 2009 | Jessica             |                             |
| Veronika bestämmer sig för att dö    | 2009 | Veronika            |                             |
| The Wonderful Maladys                | 2010 | Alice Malady        | Lades ner                   |
| Freedom Force                        | 2013 | Nicole              | Röst                        |
| Do Revenge                           | 2022 | Rektorn             |                             |

### TV-filmer
| Film                          | År   | Roll                        | Övrigt        |
| ----------------------------- | ---- | --------------------------- | ------------- |
| An Invasion Of Privacy        | 1983 | Jennifer Bianchi            |               |
| A Woman Named Jackie          | 1991 | Tonåring Jacqueline Bouvier |               |
| Beverly Hills Family Robinson | 1998 | Jane Robinson               | Inspelad 1996 |

### TV-serie
| Serie                    | År                                                                            | Roll                                                                                                | Övrigt                                                     |
| ------------------------ | ----------------------------------------------------------------------------- | --------------------------------------------------------------------------------------------------- | ---------------------------------------------------------- |
| Swan's Crossing          | 1992                                                                          | Sidney Orion Rutledge                                                                               |                                                            |
| All My Children          | 1993–1995                                                                     | Kendall Hart                                                                                        |                                                            |
| Angel                    | 1999–2000 #1.8 och #1.19 med några okrediterade framträdande bland annat #1.1 | Buffy Summers                                                                                       | Biroll; Episoderna: "I Will Remember You" och "Sanctuary". |
| Buffy The Vampire Slayer | 1997–2003                                                                     | Buffy Summers, Buffybot, Faith (i episoden "This Year's Girl" och "Who Are You", och The First Evil | Huvudroll                                                  |
| Ringer                   | 2011–2012                                                                     | Bridget Kelly/Siobhan Martin                                                                        | Huvudroll med enäggstvillingarna samt producent            |
| The Crazy Ones           | 2013–2014                                                                     | Sydney Roberts                                                                                      | Huvudroll                                                  |
| Star Wars Rebels         | 2015                                                                          | | Röstroll                                                   |

### TV-framträdande
| Serie               | År        | Roll                                         | Övrigt                     |
| ------------------- | --------- | -------------------------------------------- | -------------------------- |
| Guiding Light       | 1980      | Flower Girl på Kurt & Mindy's bröllop        |                            |
| Love, Sidney        | 1981      | Gail Hunnicutt                               | Ep. # 2.5                  |
| Spenser: For Hire   | 1988      | Emily                                        | Ep. # 3.17                 |
| Crossbow            | 1988      | Sara Guidotti                                | "Actors", ep. # 2.13       |
| Saturday Night Live | 1998      | Värd                                         |                            |
| Saturday Night Live | 1999      | Värd                                         |                            |
| Angel               | 1999-2000 | Buffy Summers                                | Ep. # 1.8 and Ep. # 1.19   |
| Saturday Night Live | 2000      | Introducerade Britney Spears' 2 framträdande |                            |
| Saturday Night Live | 2000      | Cameo                                        |                            |
| Sex and the City    | 2000      | Debbie                                       | Ep. # 3.13                 |
| Grosse Pointe       | 2001      | Sarah Michelle Gellar                        | Ep. # 1.16                 |
| Saturday Night Live | 2002      | Värd                                         |                            |
| American Idol       | 2007      | Mimade Stayin' Alive                         | Idol Gives Back            |
| Rachael Ray         | 2008      | Speciell gäst                                | Pratade om sin nya kampanj |

### Röstskådespeleri
| Serie                  | År   | Roll                      | Övrigt      |
| ---------------------- | ---- | ------------------------- | ----------- |
| King of the Hill       | 1998 | Marie                     | Ep. # 3.02  |
| Herkules               | 1998 | Andromeda                 | Ep. # 1.27  |
| Herkules               | 1998 | Andromeda                 | Ep. # 1.30  |
| God, The Devil And Bob | 2000 | That Actress On That Show | Ep. # 1.10  |
| The Simpsons           | 2004 | Gina Vendetti             | Ep. # 15.16 |
| Robot Chicken          | 2005 | Olika röster              | Ep. # 1.02  |
| Robot Chicken          | 2005 | Olika röster              | Ep. # 1.04  |
| Robot Chicken          | 2005 | Olika röster              | Ep. # 1.14  |
| Robot Chicken          | 2005 | Olika röster              | Ep. # 1.17  |
| Robot Chicken          | 2005 | Olika röster              | Ep. # 1.20  |
| Robot Chicken          | 2006 | Olika röster              | Ep. # 2.06  |
| Robot Chicken          | 2007 | Olika röster              | Ep. # 3.09  |